# Каяцо
Кая̀цо (на италиански: Caiazzo; на неаполитански: Caiazz, Каяцъ) е градче и община в Южна Италия, провинция Казерта, регион Кампания. Разположено е на 200 m надморска височина. Населението на общината е 5787 души (към 2010 г.).